# Amerila
Amerila is een geslacht van vlinders van de familie spinneruilen (Erebidae).

## Soorten
- A. abdominalis Rothschild, 1933
- A. accra (Strand, 1919)
- A. affinis (Rothschild, 1910)
- A. alberti Rothschild, 1910
- A. albivitrea Hampson, 1901
- A. aldabrensis (Fryer, 1912)
- A. androfusca (Pinhey, 1952)
- A. arthusbertrand Guérin-Meneville, 1830
- A. astreus Drury, 1773
- A. atrivena Hampson, 1907
- A. bauri Möschler, 1884
- A. bipartita (Rothschild, 1910)
- A. brunnea (Hampson, 1901)
- A. bubo (Walker, 1855)
- A. carneola (Hampson, 1916)
- A. castanea (Hampson, 1911)
- A. catinca Häuser & Boppré, 1997
- A. caudipennis Walker, 1864
- A. communis Walker, 1864
- A. crokeri MacLeay, 1827
- A. curta Rothschild, 1917
- A. erythropus Rothschild, 1917
- A. eugenia Fabricius, 1794
- A. femina (Berio, 1935)
- A. fennia (Druce, 1887)
- A. fumida Swinhoe
- A. fuscivena (Hampson, 1916)
- A. howardi (Pinhey, 1955)
- A. kiellandi Häuser & Boppré, 1997
- A. lactea Rothschild, 1910
- A. leucoptera (Hampson, 1901)
- A. lineolata (Kiriakoff, 1954)
- A. lupia (Druce, 1887)
- A. luteibarba (Hampson, 1901)
- A. madagascariensis (Boisduval, 1847)
- A. magnifica (Rothschild, 1910)

- A. makadara Häuser & Boppré, 1997
- A. metasarca Hampson, 1911
- A. mulleri Häuser & Boppré, 1997
- A. nigrivenosa (Grünberg, 1910)
- A. nigroapicalis (Aurivillius, 1900)
- A. nigropunctata Bethune-Baker, 1908
- A. niveivitrea (Bartel, 1903)
- A. omissa Rothschild, 1910
- A. pannosa Grünberg, 1908
- A. phaedra Weymer, 1892
- A. piepersi Snellen, 1879
- A. puella (Fabricius, 1793)
- A. rhodopa Walker, 1864
- A. roseibarba Druce, 1901
- A. roseomarginata (Rothschild, 1910)
- A. rothi (Rothschild, 1910)
- A. rubripes Walker, 1864
- A. rufifemur (Walker, 1855)
- A. rufitarsis Rothschild, 1917
- A. sericea Meyrick, 1886
- A. shimbaensis Häuser & Boppré, 1997
- A. simillima Rothschild, 1917
- A. syntomina (Butler, 1878)
- A. thermochroa (Hampson, 1916)
- A. timolis Rothschild, 1914
- A. uniformis Berio, 1935
- A. vidua (Cramer, 1780)
- A. vitrea Plötz, 1880
- A. vitripennis Blanch., 1849